# ロヴィーサ (フィンランド)
ロヴィーサまたはロヴィサ（フィンランド語: Loviisa [ˈloʋiːsɑ]、スウェーデン語: Lovisa [luˈviːsɑ] ( 音声ファイル)）は、フィンランド南部の自治体。ウーシマー県に属する町で、フィンランド湾北岸に面している。2011年1月1日に東ウーシマー県とウーシマー県とが合併するまでは、東ウーシマー県に属していた。人口は14644人。人口の40%がスウェーデン語話者である。
自治体の面積は1,751.52 km2でありそのうち931.92 km2は湖である。人口密度は17.87人/0.02 km2
ロヴィーサは1745年に築かれ、スウェーデン王アドルフ・フレドリクの王妃ロヴィーサ・ウルリカにちなんで名づけられた。当時のスウェーデンとロシアの国境近くにあり、砦として使われていた。そのときの防備の多くは保存されている。
2010年1月1日に、ロヴィーサ地区のリルイェンダール、ペルナヤ、ルオツィンピュフターを吸収合併した。
フィンランドに2ヶ所ある原子力発電所のうち1つであるロヴィーサ原子力発電所がこの町に設けられている（もう1か所はサタクンタ県エウラヨキ市オルキルオト（Olkiluoto）島にある）。発電所は2基のロシア型加圧水型原子炉からなり、フィンランド全土に電気を供給している。
ヘルシンキと、ロシア国境に隣接するヴァーリマーとを結ぶ国道7号が通る。ヘルシンキ中央駅前からロヴィーサ・バスステーションまで車で約1時間（約90 km、Google マップ）、直線距離で約75 kmである。

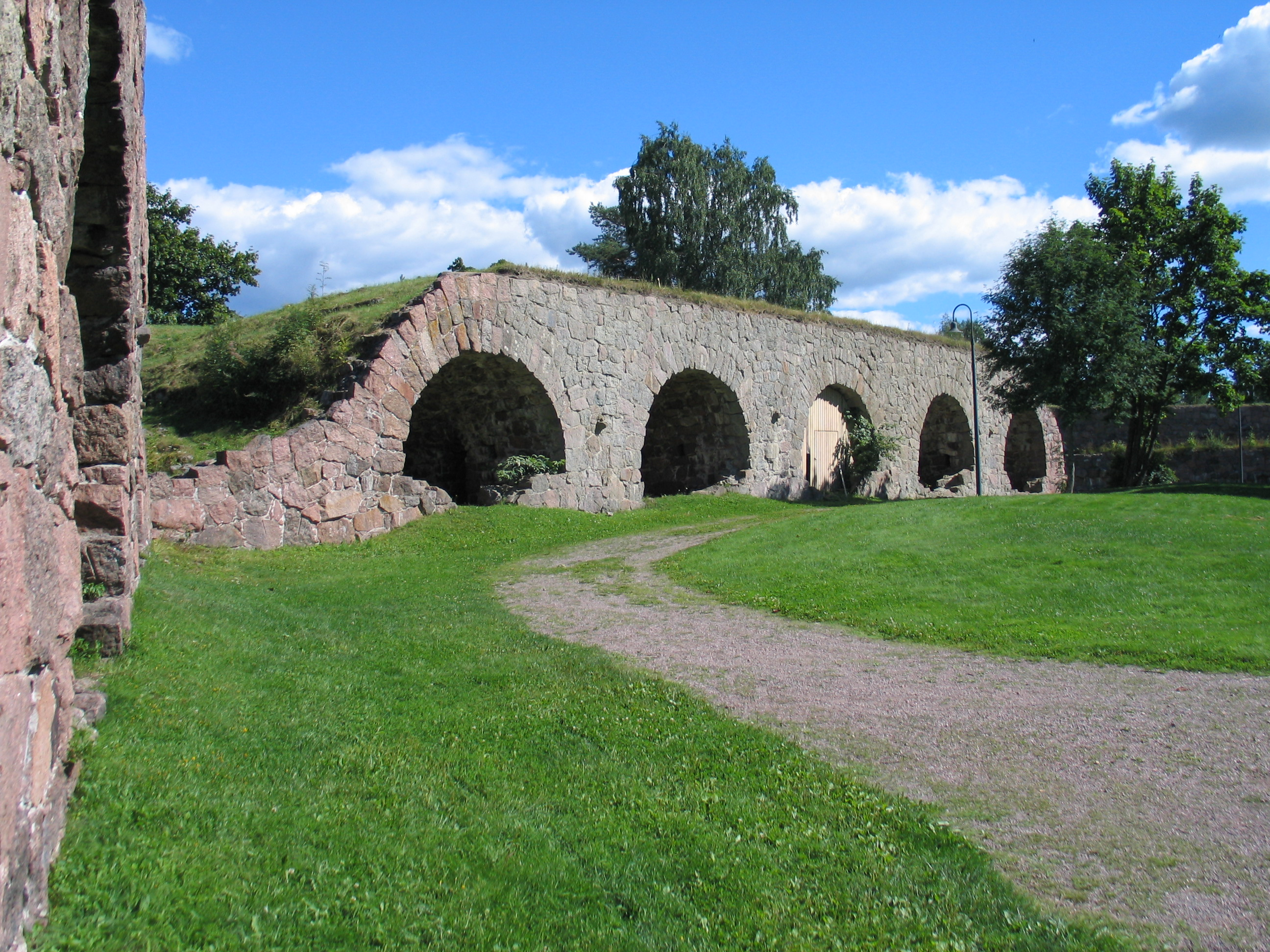
ロヴィーサ砦（Forteresse de Loviisa[1]）
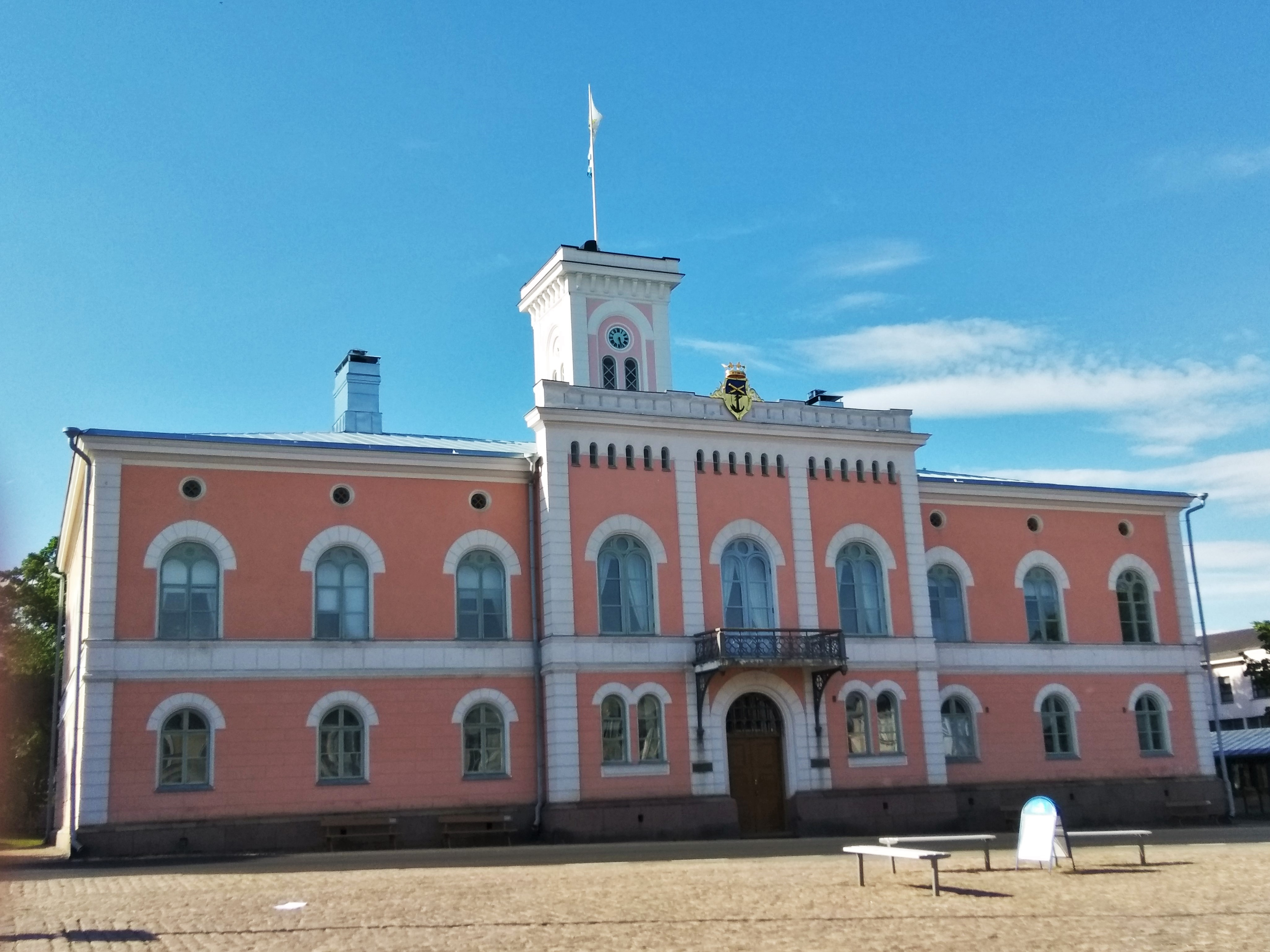
町役場（北緯60度27分26.6秒 東経26度13分30.6秒 / 北緯60.457389度 東経26.225167度）
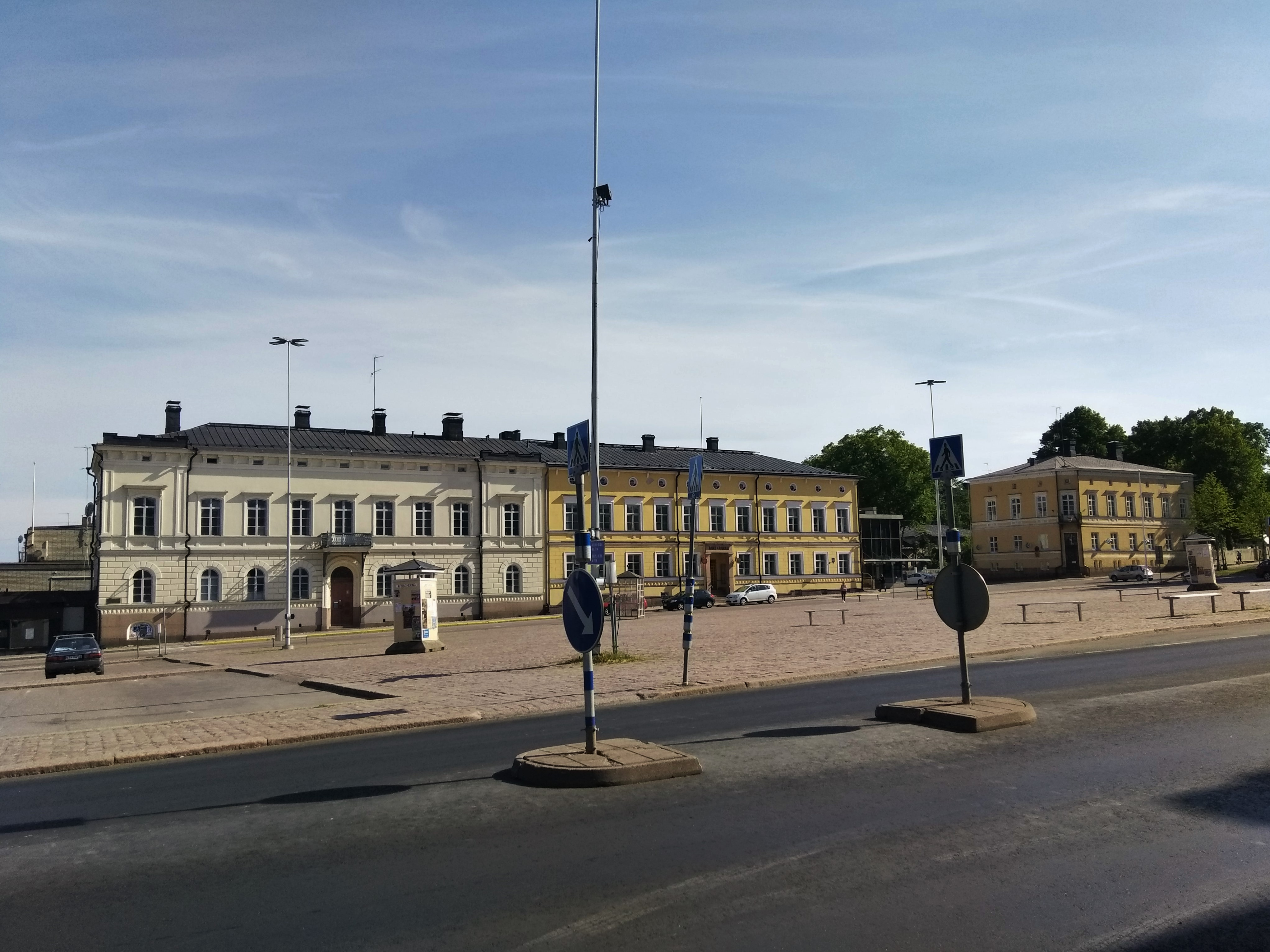
町役場前広場
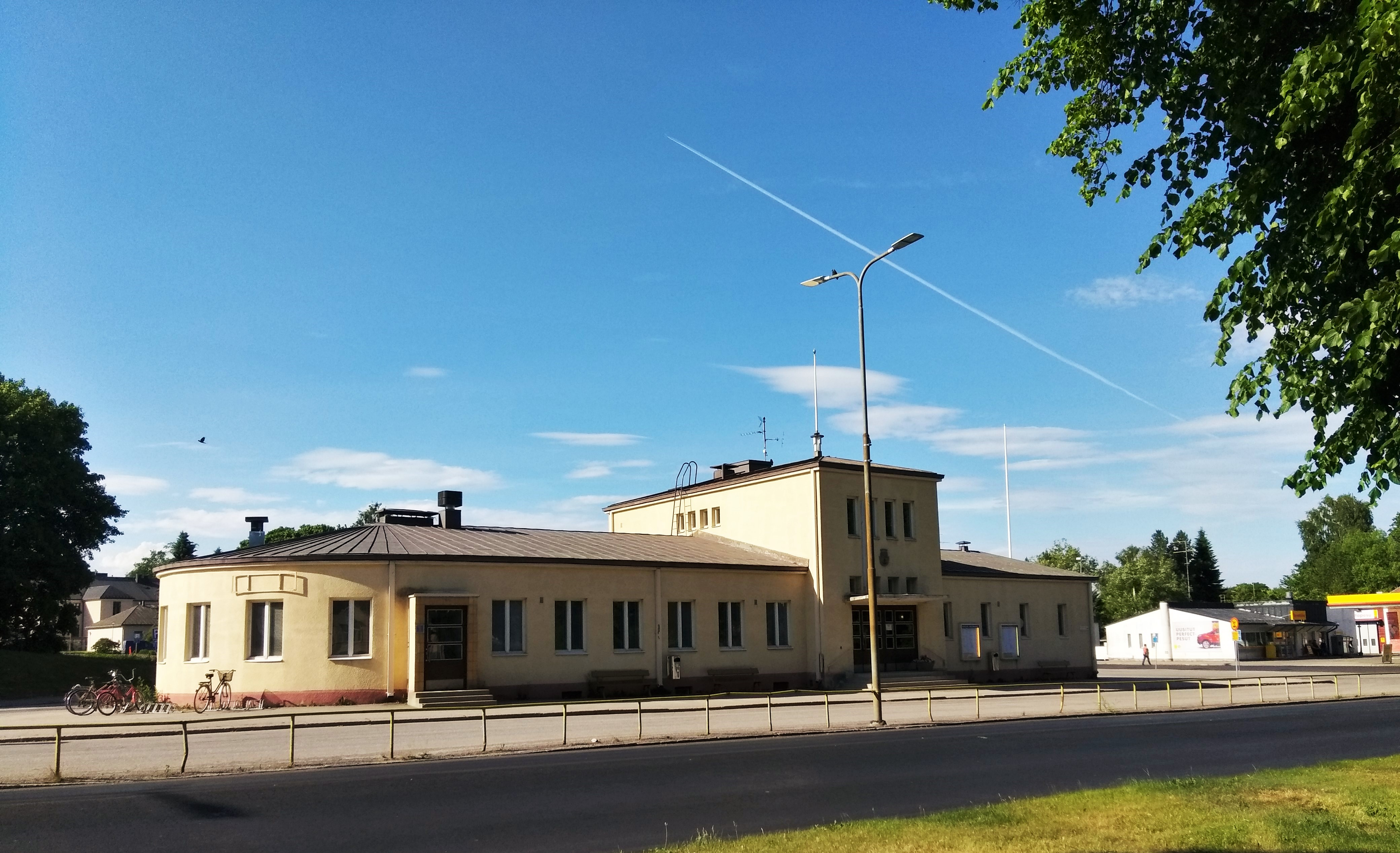
バスステーション